# Ань Шигао
Ань Шигао (кит. трад. 安世高, пиньинь Ān Shìgāo) — буддийский наставник, основоположник практики перевода буддийских текстов на китайский язык, последователь буддизма хинаяны. Жил во II — начале III вв.
Согласно легенде, Ань Шигао происходил из парфянского царского рода, после кончины отца отказался от престола и стал буддийским монахом. В 148 году он прибыл в Лоян, где занимался главным образом переводческой деятельностью. Впоследствии жил на территории современных провинций Цзянси и Чжэцзян. По преданию, убит по ошибке в городской драке.
По разным данным, Ань Шигао перевёл на китайский язык от 40 до 90 цзюаней буддийских сутр. Для перевода буддийских терминов он использовал главным образом даосские понятия, положив начало принципу гэ и («выверения смысла» терминов по имеющимся образцам), поэтому переводы Ань Шигао и его последователей представляют собой, по сути, свободные изложения санскритских текстов с использованием реалий китайской культуры и специфичной для неё ассоциативности. Ань Шигао стоял у истоков широкого распространения в Китае основных буддийских текстов (главным образом хинаяны), а также тех, в которых обосновывалась медитативная практика религиозного совершенствования.
Сведения о жизни и деятельности Ань Шигао содержатся в «Гаосэн чжуань» («Жизнеописания высоких монахов») и «Чу Саньцзан цзи цзи» («Собрание записей об извлечениях из Трипитаки»).